# Коленцы (Ивано-Франковская область)
Коле́нцы (укр. Колінці) — село в Тлумачской городской общине Ивано-Франковского района Ивано-Франковской области Украины.
Население по переписи 2001 года составляло 911 человек. Занимает площадь 12,3 км². Почтовый индекс — 78005. Телефонный код — 03479.

## История
В 1930-е годы действовала КПЗУ под руководством В.И.Петрова. В 1944 году ОУНовцы убили в селе 12 поляков Во времена Великой Отечественной за село шли ожесточенные бои. После войны построен колхоз

## Население
- 1871 год 633 человек
- 1939 год 1670 человек
- 1989 год 973 человек
- 2001 год 895 человек
- 2022 год 834 человек[3]

## Язык
- По состоянию на 2001 год украинский язык назвали родным 99,67%, русский 0,22%, белорусский 0,11%[4]

## Религия
В селе действует приход УГКЦ и ПЦУ. В селе родился отец Зеновий Марчук настоятель храмов Богородчанкого деканата УГКЦ

### Священники УГКЦ в истории села
- Владимир Вийтишин
- Николай Притула[6]

## Сельские главы
- Яцев Василий Васильевич (1956 г.р. Беспартийный)
- Кулык Мирослав Тарасович[3]

## Памятки
- Бюст Дзержинского[1]
- Церковь Успения Пресвятой Девы Марии (2005 г.) УГКЦ
- Церковь (1900 г.) утрачена 2000
- Церковь ПЦУ

## Известные люди
- Владимир (Вийтишын) — епископ и митрополит Ивано-Франковский УГКЦ был приходским священником
- Василий (Стадник) — мит.прот. управитель Тлумацкого деканата УАПЦ и ПЦУ, был приходским православным священником